# نظرية علم الاجتماع الحيوي
نظرية علم الاجتماع الحيوي أو نظرية علم الاجتماع البيولوجي هي نظرية في العلوم السلوكية والاجتماعية تصف اضطرابات الشخصية والأمراض العقلية والإعاقات بأنها سمات شخصية محددة بيولوجياً تتفاعل مع المحفزات البيئية.
تشرح النظرية أيضًا التحول من التطور إلى الثقافة عندما يتعلق الأمر باختيار الجنس وشريكه. تحدد نظرية علم الاجتماع الحيوي في علم النفس التحفيزي الاختلافات بين الذكور والإناث فيما يتعلق بالقوة البدنية والقدرة الإنجابية، وكيف تتفاعل هذه الاختلافات مع توقعات المجتمع بشأن الأدوار الاجتماعية. هذا التفاعل ينتج الاختلافات التي نراها في الجنس.

## الوصف
كتبت إم.إم لينهان في بحثها لعام 1993 علاج لاضطراب الشخصية الحدية، حيث تقول أن «نظرية علم الاجتماع الحيوي يشير إلى أن اضطراب الشخصية الحدية هو اضطراب في التنظيم الذاتي، وخاصة التنظيم العاطفي، الذي ينتج عن مخالفات حيوية مقترنة ببيئات مختلة وظيفية معينة، وكذلك من تفاعلهم ومعاملاتهم مع مرور الوقت»
وفقًا لمقال نُشر عام 1999 نشره مستشفى ماكلين، "تستند هذه النظرية إلى وظيفة الشخصية التي ينظر فيها إلى اضطراب الشخصية الحدية باعتباره اضطرابًا بيولوجيًا في التنظيم العاطفي. يتميز الاضطراب بحساسية عالية تجاه الانفعال وزيادة التوتر العاطفي والعودة البطيئة إلى خط الأساس العاطفي.

## الجنس واختيار الشريك
يتم التشديد على التفاعل بين الاختلافات الجنسية المتطورة بين القدرة الإنجابية والقوة البدنية والخبرات في المجتمع في هذه النظرية. وتفسر هذه النظرية الغيرة والاختلافات في اختيار رفيق طويل الأجل بين الذكور والإناث. يقترح التركيز التطوري أن تفضيلات قيمة الشريك تظل ثابتة، ولكن هذا ليس هو الحال تمامًا لأن الاختلافات والتغييرات في تفضيلات الشريك فيما بين البلدان وفيما بينها تنطوي على تأثيرات ثقافية. هذا التحول من التطور إلى التجارب الثقافية الاجتماعية هو ما تؤكده النظرية علم الاجتماع الحيوي. الجانب المهم لهذه النظرية هو أن النساء والرجال لديهم أدوارًا مختلفة بيولوجيًا - فالرجال أقوى جسديًا وأكبر بينما تنجب النساء الأطفال.
تتفاعل الاختلافات الحيوية بين الجنسين مع التوقعات المجتمعية لتشكيل الافتراضات التي مفادها أن الرجال يجب أن يتمتعوا بمزيد من السلطة والمكانة بينما تشغل النساء أدوارًا أقل في المجتمع. لهذا السبب، يزداد الاختلاف النفسي بين الذكور والإناث أثناء محاولتهم التكيف مع أدوارهم الاجتماعية المؤثرة بيولوجيًا وثقافيًا. ويستند التكيف مع الأدوار الاجتماعية المتوقعة إلى تحليل التكلفة والفائدة أن أدوار الجنس النموذجية أكثر وظيفية ومرضية مع بذل جهد أقل من أدوار الجنس غير المعتادة. وهذا يعني أنه سيكون أكثر فائدة إذا دخل رجل في مهن يهيمن عليها الذكور وينبغي أن تشغل المرأة مناصب في مهن تهيمن عليها الإناث. ومع ذلك، قد يتم توظيف المهن في المجتمع بشكل جيد على حد سواء من قبل الرجال والنساء، والآراء المجتمعية تتغير باستمرار على الرغم من أن الاختلافات البيولوجية تبقى ثابتة. ولهذا السبب يجوز للرجال والنساء توظيف وظائف في مجالات يهيمن عليها الجنس الآخر.